# Jónas Egilsson
Jónas Egilsson (ur. 12 lutego 1958) – islandzki lekkoatleta i działacz sportowy.

## Lata młodości i kariera zawodnicza
Syn nauczyciela Egila Stardala i pielęgniarki Erny Ingólfsdóttir. W 1985 ukończył politologię na San Jose State University, a dwa lata później ukończył studia magisterskie na kierunku stosunki międzynarodowe na University of San Diego. W latach 80. uprawiał biegi na dystansach od 100 do 400 m. Reprezentował klub Íþróttafélag Reykjavíkur.

## Kariera działacza
W latach 1988–1990 i 1991–1993 był przewodniczącym sekcji lekkoatletycznej klubu Íþróttafélag Reykjavíkur. Wieloletni prezes islandzkiego związku lekkoatletycznego. Pierwszy raz został przewodniczącym w lipcu 1997 i pełnił tę funkcję do marca 2006. Po raz drugi został wybrany prezesem w marcu 2012, a we wrześniu 2014 zastąpił go Einar Vilhjálmsson. Był również wiceprezesem tej organizacji w latach 1996–1997, a w latach 2014–2016 zasiadał w zarządzie. W latach 2003–2007 pracował jako członek rady European Athletics. Pełnił tę funkcję również w latach 2011–2015. W latach 2001–2007 i 2011–2015 był również przewodniczącym Athletic Association of Small States of Europe. W październiku 2022 został dyrektorem zarządzającym Islandzkiego Związku Narciarskiego.

## Pozostałe informacje
W latach 1988–1989 i 2006–2008 był redaktorem czasopisma „Frjálsar”. Oprócz języka islandzkiego zna również biegle angielski, a także na poziomie średnio zaawansowanym duński i niemiecki.